# Селенняхский хребет
Селення́хский хребе́т — горный хребет на северо-востоке Якутии, в системе хребта Черского.
Протяжённость хребта составляет около 240 км, максимальная высота — 1461 м. Хребет сложен гнейсами, сланцами, кристаллическими известняками, песчаниками и алевролитами с гранитными интрузиями. В речных долинах произрастают лиственничные леса. Выше 600 м располагается узкий пояс предтундрового кустарника ольховника, кедрового стланика и горной тундры. Имеются месторождения олова, киновари, вольфрама, золота, бурого угля.